# Vertrag von Buczacz
Der Vertrag von Buczacz war ein Präliminarfriedensvertrag während des Osmanisch-Polnischen Krieges 1672–1676, der am 18. Oktober 1672 in Buczacz (jetzt Butschatsch, Oblast Ternopil, Ukraine) zwischen Polen-Litauen auf der einen Seite und dem Osmanischen Reich auf der Anderen unterzeichnet wurde. Der polnische König Michael Wiśniowiecki verzichtete auf seine Rechte an der Woiwodschaft Podolien mit Kamieniec Podolski und an der Woiwodschaft Bracław mit Bracław, während der südliche Teil der Woiwodschaft Kiew ohne Kiew, in der Ukraine, an die Saporoger Kosaken ging, als Vasallen der Hohen Pforte. Das militärisch geschwächte Polen verpflichtete sich zusätzlich, Tributzahlungen in Höhe von 22.000 Złoty jährlich zu leisten, die jedoch, aufgrund des Widerstands des polnischen Sejms und dem Ausbruch neuer kriegerischer Konflikte unter dem Großhetman der polnischen Krone, Jan Sobieski, nie gezahlt wurden.
Im Frieden zu Karlowitz vom 26. Januar 1699 erhielt Polen-Litauen die durch die Osmanen eroberten Gebiete zurück.